# Everything You've Come to Expect
Everything You've Come to Expect è il secondo album in studio del gruppo rock britannico Last Shadow Puppets, pubblicato il 1º aprile 2016 dalla Domino Records. La formazione rimane praticamente la stessa del precedente LP: oltre al duo formato da Alex Turner e Miles Kane, compositori dei brani, c'è il batterista e loro produttore James Ford. Unica novità è l'ingresso di un bassista in pianta stabile: Zach Dawkes dei Mini Mansions.

## Tracce
Testi e musiche di Alex Turner e Miles Kane, eccetto dove indicato.
1. Aviation – 3:43
2. Miracle Aligner (Alex Turner, Alexandra Savior) – 4:05
3. Dracula Teeth – 2:51
4. Everything You've Come to Expect – 3:13
5. The Element of Surprise – 2:52
6. Bad Habits – 3:00
7. Sweet Dreams, TN (Turner) – 3:56
8. Used to Be My Girl – 2:55
9. She Does the Woods – 3:30
10. Pattern – 4:15
11. The Dream Synopsis (Turner) – 3:03

## Formazione[3]
The Last Shadow Puppets
- Miles Kane − voce (1,  6, 8, 10), cori (2-5), chitarra elettrica (3, 6-9, 11), chitarra acustica (2, 8), sassofono (10)
- Alex Turner − voce (2-5, 7-11), cori (1, 6, 10), chitarra acustica (3, 6, 10), chitarra elettrica (1, 2, 5), chitarra baritona (2, 10), organo (4 and 5), percussioni (5), chitarra a 12 corde (12)
- Zach Dawes − basso, pianoforte (7), chitarra (4), percussioni (4), clavicembalo (8), celesta (10)
- James Ford − batteria, percussioni (3, 8, 10), organo (3, 10), pianoforte (10, 12), tastiera (8)

Collaboratori
- Matt Helders − cori (4, 5, 8)
- Owen Pallett − arrangiamenti orchestrali, conduttore
- Alwyn Wright − violino
- Amy Wickman − violino
- Chris Bautista − violino
- Chris Woods − violino
- Daphne Chen − violino
- Eric Gorfrain − violino
- Gina Kronstadt − violino
- Leah Katz − violino
- Marisa Kuney − violino
- Nick Daley − violino
- Rodney Wirtz − viola
- John Krovoza − violoncello
- Peggy Baldwin − violoncello
- Richard Dodd − violoncello
- Ian Walker − contrabbasso
- Sara And on − flauto
- Stephanie O'Keefe − corno francese

Produzione
- James Ford − produzione
- Sean Oakley − ingegnere del suono
- Brian Lucey − mastering
- Tchad Blake − mixaggio
- Ross Hogarth − registrazione dell'orchestra
- Matt Helders − fotografia del libretto
- Taylor Bagley − fotografia del libretto
- Zackery Michael − fotografia del libretto
- Ben Chappell − fotografia del libretto
- Jack Robinson − copertina
- Matthew Cooper − design